# Peter R. Livingston
Pour les autres membres de cette famille, voir Famille Livingston et pour les homonymes, voir Livingston.
Peter Robert Livingston (3 octobre 1766 - 19 janvier 1847, Rhinebeck), est un homme politique américain.

## Biographie
Frère de Maturin Livingston (en), il est membre du Sénat de l'État de New York de 1815 à 1822 et de 1826 à 1829, puis de l'Assemblée de l'État de New York (dont il est speaker de 1823).
Il est lieutenant-gouverneur de l'État de New York en 1828.

## Sources
- (en) Cet article est partiellement ou en totalité issu de l’article de Wikipédia en anglais intitulé « Peter R. Livingston » (voir la liste des auteurs).